# جامعة توهوكو
جامعة توهوكو (باليابانية: 東北 大学) هي جامعة وطنية يابانية تقع في سنداي، مياغي في منطقة توهوكو، اليابان. تأسست عام 1907، وكانت ثالث جامعة إمبريالية في اليابان، وأول ثلاث جامعات وطنية معيّنة جنبًا إلى جنب مع جامعة طوكيو وجامعة كيوتو  وتم اختيارها كأفضل جامعة من قبل الحكومة اليابانية. في عامي 2020 و2021، في تصنيف مجلة تايمز للتعليم العالي احتلت الجامعة المرتبة الأولى في اليابان.
في عام 2016، كان لدى جامعة توهوكو 10 كليات، و 16 مدرسة للدراسات العليا و 6 معاهد بحثية، بإجمالي عدد طلاب 17,885. القيم الأساسية الثلاث للجامعة هي «البحث أولاً» و «الأبواب المفتوحة» و «البحث والتعليم الموجه نحو الممارسة».

## التاريخ
في 22 يونيو 1907، تم إنشاء الجامعة تحت اسم جامعة توهوكو الإمبراطورية (باليابانية: 東北 帝國 大學) من قبل حكومة ميجي باعتبارها الجامعة الإمبراطورية الثالثة في اليابان، بعد جامعة طوكيو الإمبراطورية (1877) وجامعة كيوتو الإمبراطورية (1897). منذ بدايتها، دافعت عن سياسات «الباب المفتوح»، كانت أول جامعة في اليابان تقبل الطالبات (في عام 1913) والطلاب الأجانب.
في سبتمبر 1907، تم إنشاء كلية الزراعة في سابورو (باليابانية: 札幌 農 學校).
في عام 1911، تم إنشاء قسم العلوم، والقسم الطبي (كلية طب سينداي سابقًا) في عام 1915. وفي عام 1918، تنازلت عن كلية الزراعة لجامعة هوكايدو الإمبراطورية. أطلقت بعد ذلك كلية الهندسة في عام 1919، وكلية الحقوق والآداب في عام 1922.
في عام 1947 اتخذت الجامعة اسمها الحالي، جامعة توهوكو، حصلت على كلية جديدة للزراعة. في عام 1949، تم تقسيم كلية الحقوق والآداب لتشكيل كليات جديدة للقانون والأدب والاقتصاد. تمت إضافة كلية التربية في عام 1949، وطب الأسنان في عام 1965، والصيدلة في عام 1972. أصبحت توهوكو مؤسسة جامعية وطنية منذ أبريل 2004.

## الحياة الدراسية

### الحرم الجامعي
توجد أربعة مقار للجامعة في مدينة سينداي باليابان:
- كاتاهيرا : وحدة الإدارة. والمعاهد الرئيسية
- كاوتشي

1. شمال كاواوتشي للطلاب الجدد وطلاب الفرق الثانية من جميع الطلاب الجامعيين
2. جنوب كاواوتشي؛ القانون والتعليم والاقتصاد والآداب

- سيريو : الطب وطب الأسنان
- أوباياما : العلوم والهندسة والصيدلة والزراعة

تم نقل حرم جامعة العمامية وبعض المعاهد إلى الامتداد الجديد في حرم أوباياما في أبريل 2017.

### المؤسسات التعليمية
| الكليات | كليات الدراسات العليا | مدارس الدراسات العليا المهنية                          |
| --- | --- | ------------------------------------------------------ |
| - الفنون والآداب - تعليم - قانون - اقتصاديات - العلوم - الطب - طب الأسنان - العلوم الصيدلانية - هندسة - الهندسة الميكانيكية والفضائية - المعلومات والأنظمة الذكية - الكيمياء التطبيقية والهندسة الكيميائية والهندسة الجزيئية الحيوية - علم وهندسة المواد - الهندسة المدنية والعمارة - الزراعة | - الفنون والآداب - تعليم - قانون - الاقتصاد والإدارة - علم - طب - طب الأسنان - العلوم الصيدلانية - هندسة - العلوم الزراعية - الدراسات الثقافية الدولية - علوم المعلومات - علوم الحياة - دراسات بيئية - قسم بحوث المعلوماتية التربوية / شعبة التربية | - مدرسة القانون - كلية السياسة العامة - مدرسة المحاسبة |

## خريجون بارزون
- كويتشي تاناكا، كيميائي ياباني ولد في 3 أغسطس 1959 في توياما.
- أكيرا إندو، عالم كيميائي ياباني، حصل على جائزة اليابان عام 2006.
- أتسوتو سوزوكي، فيزيائي، وأستاذ جامعي من اليابان. ولد في نييغاتا.
- هيديو أونو، فيزيائي ياباني، ولد في 18 ديسمبر 1954 في طوكيو في اليابان.
- كوتارو هوندا، فيزيائي، ومهندس، وخبير بالمعادن، وأستاذ جامعي من اليابان.
- لو شون، كاتب قصة قصيرة، ومحرر، ومترجم وناقد، وشاعر.
- موريو كيتا، روائي، وكاتب سيناريو، وكاتب، وطبيب نفسي.
- يوكيو إيدانو، سياسي ياباني من الحزب الديمقراطي الياباني وعضو في مجلس النواب الياباني.